# 曹錦輝
曹 錦輝（ツァオ・チンフィ、そう きんき、Chin-hui Tsao、1981年6月2日 - ）は、台湾（中華民国）花蓮県出身の元プロ野球選手（投手）。アミ族。右投右打。

## 来歴

### プロ入り前
1999年高3の時に、台湾高校野球史上最速の155km/hを記録した。同年は、高校生ながらチャイニーズタイペイ代表に選抜され第20回アジア野球選手権大会に出場するが、決勝リーグの対日本戦でリリーフしサヨナラ負け、敗戦投手になる。
高校卒業後の1999年、一時的に台湾職業棒球大聯盟（TML）の高屏雷公に入団。先発で3試合登板（勝敗なし、防御率2.45）。

### ロッキーズ時代
1999年10月に契約金220万ドルでコロラド・ロッキーズと契約。
2001年5月に右肘の腱移植手術（トミー・ジョン手術）を受け、シーズンを終了した。
2003年7月25日、先発投手としてメジャーリーグデビュー。陳金鋒に続いて台湾で2人目のメジャーリーガーとなる。この年は9試合に登板し3勝3敗。
2004年はアテネオリンピックにチャイニーズタイペイ代表として出場するためにマイナー契約。A級、AA級、AAA級、メジャー全てに所属した。アテネオリンピックでは対オーストラリア戦に救援しセーブを挙げる。対日本戦では救援失敗した。メジャーリーグでは1セーブのみを挙げる。
2005年は救援投手として1勝3セーブを挙げるが、5月に右肩関節唇損傷のために手術を受け、シーズンを終了した。この年、球速は自己最高の100mph（約161km/h）に達していた。
2006年は手術のリハビリのためにマイナーリーグでも登板できず、12月13日にロッキーズを解雇される。

### ロッキーズ退団後
2007年1月にロサンゼルス・ドジャースとマイナー契約を結び、再びメジャー昇格を果たした。同年は、21試合に登板して0勝1敗。
2008年はカンザスシティ・ロイヤルズとマイナー契約を結び、春季キャンプに招待選手として参加。AAA級オマハ・ロイヤルズに所属し、メジャー昇格ならず。北京オリンピックのチャイニーズタイペイ代表に選ばれた。

### 兄弟エレファンツ時代
2009年は第2回WBCチャイニーズタイペイ代表から外された。3月22日、中華職業棒球大聯盟（CPBL）の兄弟エレファンツに入団が決定し、4月25日に初登板。このシーズンは8勝8敗の成績を残した。

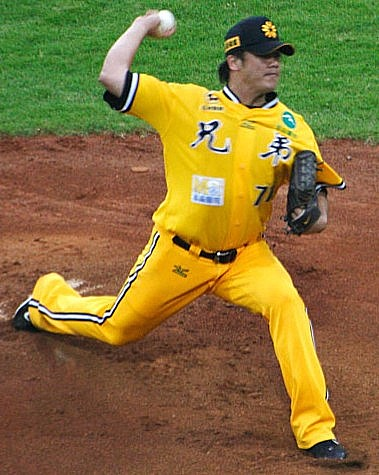
2009年4月25日

ところが、シーズンオフに中華職業棒球大聯盟の大規模な八百長問題が発覚した。関与の疑いのある選手として兄弟エレファンツの6人の選手の中に曹の名が挙がった。曹本人は関与を否定したが12月23日に兄弟エレファンツは曹を除名処分とし、永久に契約しない事を決定した。
2010年2月10日、最終的に曹の件は不起訴処分となった。永久追放後は、同じく八百長疑惑で兄弟エレファンツに解雇された陳致遠と花蓮市で料理店を共同経営していた。

### ドジャース復帰
2015年1月3日にドジャースとマイナー契約を結んで現役復帰。7月8日にメジャー契約となり25人枠入り。10日に8年ぶりのMLB登板を果たし、10年ぶりに勝利投手となった。10月5日に自由契約となり、オフはドミニカ共和国のウィンターリーグに出場した。
2016年2月3日にマイナー契約でドジャースと再契約した。5月19日にメジャー契約を結んでアクティブ・ロースター入りしたが、2試合投げた後に故障者リスト入りした。オフの11月9日に40人枠外になった後、15日にFAとなった。

### 独立リーグ時代
2017年2月8日に独立リーグ・アトランティックリーグのロングアイランド・ダックスと契約した。6月19日に引退を表明。

## 投球スタイル
スリークォーターから最速100mph（約161km/h）の速球とスライダーを中心に投球を組み立て、チェンジアップも投げ分ける、主にリリーフとして活躍する。

## 詳細情報

### 年度別投手成績
| 年 度     | 球 団     | 登 板 | 先 発 | 完 投 | 完 封 | 無 四 球 | 勝 利 | 敗 戦 | セ 丨 ブ | ホ 丨 ル ド | 勝 率 | 打 者 | 投 球 回 | 被 安 打 | 被 本 塁 打 | 与 四 球 | 敬 遠 | 与 死 球 | 奪 三 振 | 暴 投 | ボ 丨 ク | 失 点 | 自 責 点 | 防 御 率 | W H I P |
| --------- | --------- | ----- | ----- | ----- | ----- | -------- | ----- | ----- | -------- | ----------- | ----- | ----- | -------- | -------- | ----------- | -------- | ----- | -------- | -------- | ----- | -------- | ----- | -------- | -------- | ------- |
| 2003      | COL       | 9     | 8     | 0     | 0     | 0        | 3     | 3     | 0        | --          | .500  | 196   | 43.1     | 48       | 11          | 20       | 1     | 4        | 29       | 0     | 0        | 30    | 29       | 6.02     | 1.57    |
| 2004      | COL       | 10    | 0     | 0     | 0     | 0        | 0     | 0     | 1        | 0           | ----  | 37    | 9.1      | 7        | 2           | 1        | 0     | 0        | 11       | 0     | 0        | 4     | 4        | 3.86     | 0.86    |
| 2005      | COL       | 10    | 0     | 0     | 0     | 0        | 1     | 0     | 3        | 0           | 1.000 | 56    | 11       | 16       | 3           | 5        | 1     | 1        | 4        | 1     | 0        | 8     | 8        | 6.55     | 1.91    |
| 2007      | LAD       | 21    | 0     | 0     | 0     | 0        | 0     | 1     | 0        | 0           | .000  | 97    | 24.2     | 18       | 3           | 8        | 0     | 1        | 16       | 0     | 0        | 12    | 12       | 4.38     | 1.05    |
| 2009      | 兄弟      | 19    | 19    | 0     | 0     | 0        | 8     | 8     | 0        | 0           | .500  | 406   | 93.2     | 104      | 6           | 24       | 0     | 3        | 64       | 2     | 1        | 52    | 41       | 3.94     | 1.37    |
| 2015      | LAD       | 5     | 0     | 0     | 0     | 0        | 1     | 1     | 0        | 0           | .500  | 37    | 7.0      | 15       | 3           | 3        | 1     | 0        | 7        | 0     | 0        | 9     | 8        | 10.29    | 2.57    |
| 2016      | LAD       | 2     | 0     | 0     | 0     | 0        | 0     | 1     | 0        | 0           | .000  | 9     | 1.2      | 1        | 0           | 3        | 0     | 0        | 0        | 0     | 0        | 1     | 1        | 5.40     | 2.40    |
| MLB：6年  | MLB：6年  | 57    | 8     | 0     | 0     | 0        | 5     | 6     | 4        | 0           | .455  | 432   | 97.0     | 105      | 22          | 40       | 3     | 6        | 67       | 1     | 0        | 64    | 62       | 5.75     | 1.50    |
| CPBL：1年 | CPBL：1年 | 19    | 19    | 0     | 0     | 0        | 8     | 8     | 0        | 0           | .500  | 406   | 93.2     | 104      | 6           | 24       | 0     | 3        | 64       | 2     | 1        | 52    | 41       | 3.94     | 1.37    |

### 背番号
- 17（1999年）
- 71（2003年 - 2005年、2009年）
- 41（2007年）
- 44（2015年）
- 59（2016年）